# Johannes de Grocheio
Johannes de Grocheio, o Grocheo, italianizzato in Giovanni di Grocheo o Grocheio (1255 circa – 1320 circa), è stato un teorico della musica e scrittore francese, vissuto a Parigi all'inizio del XIV secolo.
Il suo nome francese era Jean de Grouchy, ma è più comunemente noto tramite il suo nome latinizzato. Maestro delle arti, egli è autore del trattato Ars musicae ("L'arte della musica") (1300 ca.), un tentativo di descrivere la musica del suo tempo, di come essa venisse praticata a Parigi e dintorni.
Egli divise la musica in tre categorie:
- Musica simplex (musica popolare; musica profana)
- Composita (secondo le regole metriche; musica colta)
- Ecclesiastica (musica liturgica)

Grocheio parte dalla nomenclatura di Boezio, il quale divide la musica in: terrena, umana e strumentale.
Quasi un terzo del trattato di Grocheio è consacrato alla musica composita e liturgica. Il resto è dedicato alla musica profana, e Grocheio ne esamina la sua nuova importanza sociale in maniera sistematica e pedagogica. Grocheio scrive, per esempio, che "un buon violinista di solito esegue ogni tipo di cantus e melodia [cantilène], e ogni forma musicale".
Grocheio fu inoltre uno dei primi studiosi a definire un mottetto. Egli pensava che il mottetto "non potesse essere adatto al volgo, il quale non capiva le sue parti più raffinate e non provando inoltre nessun piacere ad ascoltarlo: il mottetto era inteso per persone colte e per coloro che cercavano la raffinatezza nell'arte".

## La sociologia della musica nel trattato di Grocheio
Grocheio tentò di dedicarsi nello specifico alle funzioni sociologiche delle forme e dei generi musicali, reclamizzando la musica come una cura per i disturbi sociali, e attribuendole il potere di controllare i vizi sociali. Egli credeva che gli anziani, gli operai e le classi medie, cantando le difficoltà sopportate dagli eroi delle chansons de geste, riuscissero meglio a sopportare le loro miserie, contribuendo così al benessere dello stato.  Le epopee narrative, conclude Grocheio, contribuiscono alla stabilità della città perché incoraggiano i cittadini di tutte le età e condizioni sociali ad essere soddisfatti nella vita della propria sorte.
Viceversa, Grocheio credeva che le canzoni del troviero ispirassero i re e nobili a fare grandi cose e ad essere grandi: 